# Match des étoiles de la Ligue majeure de baseball 2019
Le match des étoiles de la Ligue majeure de baseball 2019 (2019 Major League Baseball All-Star Game) sera la 90e édition de cette opposition entre les meilleurs joueurs de la Ligue américaine et de la Ligue nationale, les deux composantes des Ligues majeures de baseball (MLB). 
Le match sera joué à une date à préciser en juillet 2019 au Progressive Field de Cleveland aux États-Unis, tel qu'annoncé par le baseball majeur le 27 janvier 2017.
Ce sera la 6e fois, plus que toute autre franchise du baseball majeur, que le match d'étoiles sera joué sur le terrain de l'équipe des Indians de Cleveland. Le Progressive Field avait accueilli le match des étoiles en 1997 alors que le stade portait le nom de Jacobs Field. Auparavant, la partie annuelle d'étoiles avait été jouée au Cleveland Stadium en 1935, 1954, 1963 et 1981. La ville de Cleveland, qui ne compte qu'un seul club de MLB, est celle qui a été l'hôte du plus grand nombre de match d'étoiles après New York (9 fois) et Chicago (6 fois), ces deux métropoles hébergeant cependant deux équipes ayant chacune présenté l'événement.
L'équipe d'étoiles de la Ligue nationale est considérée l'équipe « hôte » du match et aura par conséquent le dernier tour au bâton, en vertu d'un système d'alternance entre les deux ligues. Le match des étoiles de 2019 est le premier disputé dans le stade d'un club de la Ligue américaine depuis celui de 2014 au Minnesota. 